# Кривошеин, Игорь Николаевич
Игорь Николаевич Кривошеин (2 апреля 1923, Петроград — 3 ноября 1987, Сыктывкар) — советский театральный актёр, народный артист РСФСР.

## Биография
Игорь Николаевич Кривошеин родился 2 апреля 1923 года в Петрограде. Участник Великой Отечественной войны.
С 1943 года играл в филиале Коми театра в Ухте в передвижной актёрской труппе.
В 1945—1986 годах был актёром Коми республиканского театра драмы в Сыктывкаре.
Умер  3 ноября 1987 года в Сыктывкаре

## Награды и премии
- Боевые награды.
- Заслуженный артист Коми АССР (1956).
- Народный артист Коми АССР (1960).
- Заслуженный артист РСФСР (19.09.1967).
- Народный артист РСФСР (5.08.1980).
- Государственная премия Коми АССР (1976).

## Работы в театре
- «Лес» А. Н. Островского — Буланов
- «Ревизор» Н. В. Гоголя — Хлопов
- «Любовь Яровая» К. А. Тренёва — Швандя
- «На дне» М. Горького — Барон, Лука
- «Сельские вечера» В. Д. Леканова — Митя Гиря
- «Поднятая целина» по М. А. Шолохову — Нагульнов
- «Клоп» В. В. Маяковского — Присыпкин
- «Самый последний день» по Б. Л. Васильеву — Ковалёв
- «Таблетку под язык» А. Е. Макаенка — Каравай
- «В ночь лунного затмения» М. Карима — Дервиш
- «Горячее сердце» А. Островского — Градобоев
- «Тиль» Г. И. Горина по роману Ш. де Костера «Легенда об Уленшпигеле» — рыбник Иост
- «Гнездо глухаря» В. С. Розова — Судаков
- «Последние» М. Горького — Яков Коломийцев
- «Порт-Артур» А. Степанова — Звонарёв
- «Кремлёвские куранты» Н. Погодина — Рыбаков
- «Стряпуха» А. Сафронова — Казанец
- «Иван и Мадонна» А. Кудрявцева — Иван